# MLB All-Star Game 1982
MLB All-Star Game 1982 – 53. Mecz Gwiazd ligi MLB, który odbył się 13 lipca 1982 roku na Stadionie Olimpijskim w Montrealu. Po raz pierwszy All-Star Game odbył się poza USA. Mecz zakończył się zwycięstwem National League All-Stars 4–1. Spotkanie obejrzało 59 057 widzów. Najbardziej wartościowym zawodnikiem został wybrany Dave Concepción z Cincinnati Reds, który zdobył dwupunktowego home runa.

## Wyjściowe składy
| American League | American League  | American League | American League | National League | National League | National League | National League |
| #               | Zawodnik         | Klub            | Pozycja         | #               | Zawodnik        | Klub            | Pozycja         |
| --------------- | ---------------- | --------------- | --------------- | --------------- | --------------- | --------------- | --------------- |
| 1               | Rickey Henderson | Athletics       | LF              | 1               | Tim Raines      | Expos           | LF              |
| 2               | Fred Lynn        | Angels          | CF              | 2               | Pete Rose       | Phillies        | 1B              |
| 3               | George Brett     | Royals          | 3B              | 3               | Andre Dawson    | Expos           | CF              |
| 4               | Reggie Jackson   | Yankees         | RF              | 4               | Mike Schmidt    | Phillies        | 3B              |
| 5               | Cecil Cooper     | Brewers         | 1B              | 5               | Gary Carter     | Expos           | C               |
| 6               | Robin Yount      | Brewers         | SS              | 6               | Dale Murphy     | Braves          | RF              |
| 7               | Bobby Grich      | Angels          | 2B              | 7               | Dave Concepción | Reds            | SS              |
| 8               | Carlton Fisk     | White Sox       | C               | 8               | Manny Trillo    | Phillies        | 2B              |
| 9               | Dennis Eckersley | Red Sox         | P               | 9               | Steve Rogers    | Expos           | P               |

| American League                                                                                       | 1 | 0 | 0 | 0 | 0 | 0 | 0 | 0 | 0 | 1 | 8 | 2 |
| National League                                                                                       | 0 | 2 | 1 | 0 | 0 | 1 | 0 | 0 | X | 4 | 8 | 1 |
| WP: Steve Rogers (1–0) LP: Dennis Eckersley (0–1) SV: Tom Hume (1) Home runy: NL: Dave Concepción (1) |   |   |   |   |   |   |   |   |   |   |   |   |

## Składy
| Miotacze - Steve Carlton (10) - Steve Howe (1) - Tom Hume (1) - Greg Minton (1) - Phil Niekro (4) - Steve Rogers (4) - Mario Soto (1) - Fernando Valenzuela (2) Łapacze - Gary Carter (5) - Tony Peña (1) - John Stearns (4) |  | Wewnątrzpolowi - Dave Concepción (9) - Bob Horner (1) - Ray Knight (2) - Al Oliver (6) - Ray Knight (1) - Pete Rose (16) - Steve Sax (1) - Mike Schmidt (7) - Ozzie Smith (2) - Jason Thompson (3) - Manny Trillo (3) Zapolowi - Dusty Baker (2) - Andre Dawson (2) - Leon Durham (1) - Ruppert Jones (2) - Dale Murphy (2) - Tim Raines (2) - Lonnie Smith (1) |  | Menadżer - Tommy Lasorda Trenerzy - Jim Fanning - John McNamara Honorowy kapitan - Duke Snider |

| Miotacze - Floyd Bannister (1) - Jim Clancy (1) - Mark Clear (2) - Dennis Eckersley (2) - Rollie Fingers (7) - Rich Gossage (7) - Ron Guidry (3) Łapacze - Carlton Fisk (9) - Lance Parrish (2) |  | Wewnątrzpolowi - Buddy Bell (4) - George Brett (7) - Rod Carew (16) - Cecil Cooper (3) - Bobby Grich (6) - Toby Harrah (4) - Kent Hrbek (1) - Andy Thornton (1) - Frank White (4) - Robin Yount (2) Zapolowi - Rickey Henderson (2) - Reggie Jackson (12) - Fred Lynn (8) - Hal McRae (3) - Ben Oglivie (2) - Willie Wilson (1) - Dave Winfield (6) - Carl Yastrzemski (17) |  | Menadżer - Billy Martin Trenerzy - Sparky Anderson - Dick Howser Honorowy kapitan - Yogi Berra |

- W nawiasie podano liczbę powołań do All-Star Game.